# Franciszków (gmina Jasieniec)
Franciszków – wieś sołecka w Polsce położona w województwie mazowieckim, w powiecie grójeckim, w gminie Jasieniec.
Przed II wojną światową należała do gminy w Nowej Wsi. Licząca 113 mieszkańców wieś została wysiedlona za sabotowanie kontyngentów. Po wojnie należała do jednej z najbardziej zniszczonych. 
W latach 1975–1998 miejscowość należała administracyjnie do województwa radomskiego.